# アブラガヤ属
アブラガヤ属 （学名：Scirpus） はカヤツリグサ科の属の1つ。根出葉と茎葉があり、花茎の先端にはよく発達した苞葉があり、多数の小穂を散房状に付ける。

## 特長

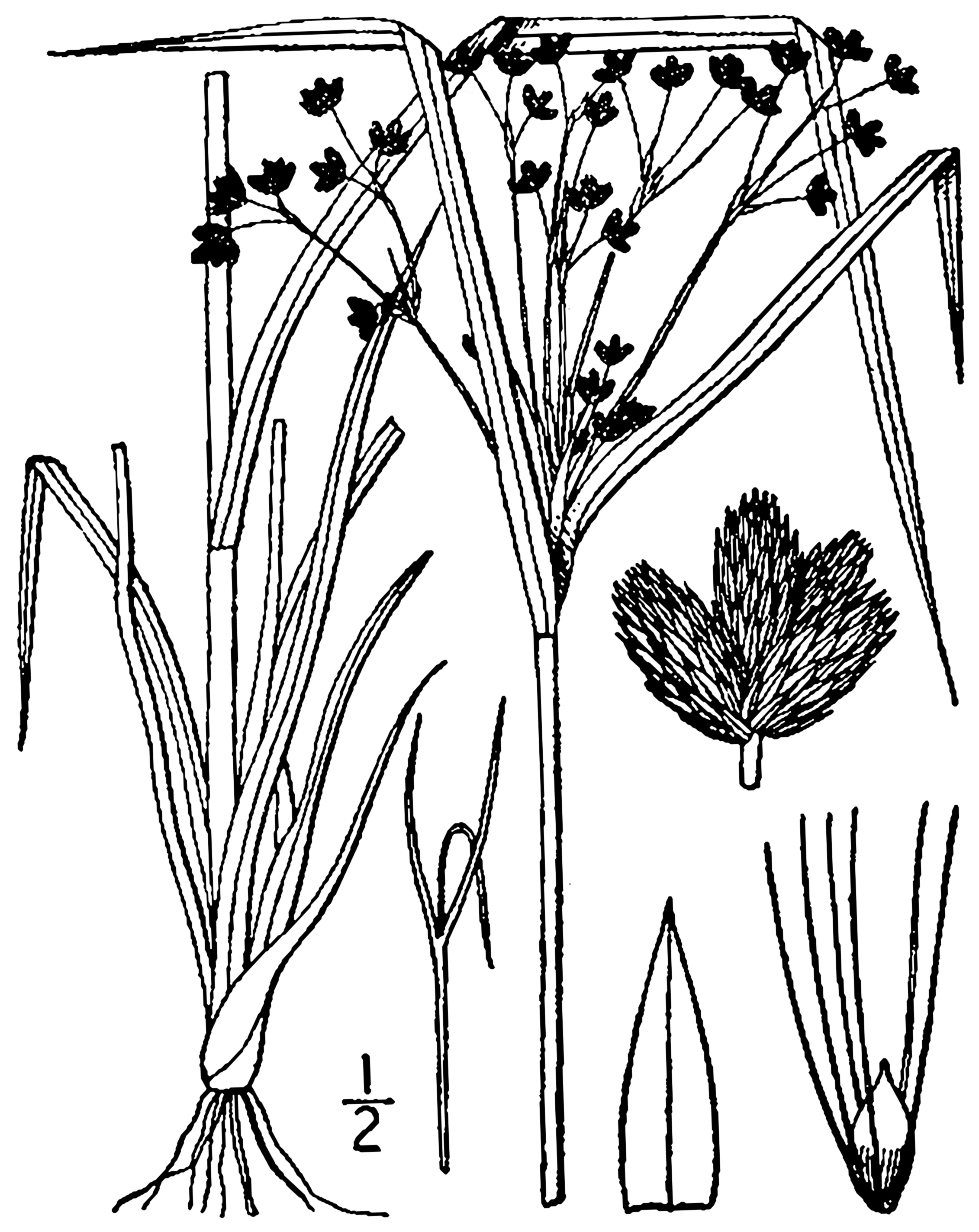
図版
S. cyperinus

多年生の草本。地下茎は短い場合もあり、長く匍匐するものもある。それに応じて茎は下部が寄り集まるか単独に離ればなれで生じる。茎は往々にして鈍い3稜形で、根元より上に1～数個の節がある。
葉は根元から出るか、茎の途中の節から出る。茎に出る葉では基部に筒状の葉鞘があり、葉身は線形で長く伸び、その基部には葉舌がある。
花序は散房状、ないし複散房状をなし、花茎の先端に1つ生じるか、または茎の上部の茎葉の葉脇に1-数個の分花序を着ける。それらを合わせると少ないものでは数個から多い場合には500個ほどの小穂を付ける。花序の基部の総苞片は普通は3個以上が発達し、タカネクロスゲのように鞘状のものもあるが葉身が大きく発達するものも多い。
小穂は披針形、卵形、球形などで柄の先に単独で生じるか、あるいは数個から多いものでは20個ほどが集団で生じる。小穂の鱗片はらせん状に配列し、すべて同型同大であり、無毛で褐色、あるいは赤みや黒みを帯びた色を持つ。またそれぞれの内側に必ず1個ずつの花を持つ。花は両性が備わり、雄蘂は1-3個ある。雌しべでは花柱は先端で2-3に分かれ、基部は節などなくて子房に繋がる。また糸状の花被片がない場合もあるが、普通は6本まであり、真っ直ぐ、あるいは曲がりくねる。果実は倒卵形で断面は3稜形、あるいはレンズ状をしており、淡い褐色で表面は滑らか、先端は嘴状に尖る。

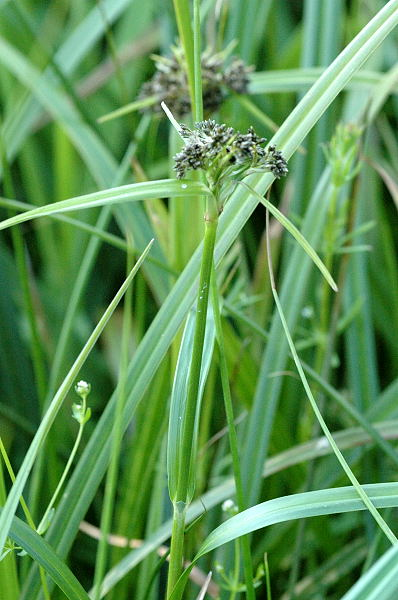
S. sylvaticus 未熟な花穂
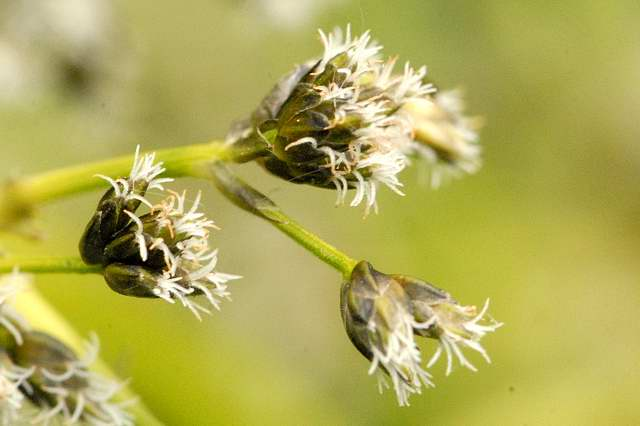
同・開花中の小穂
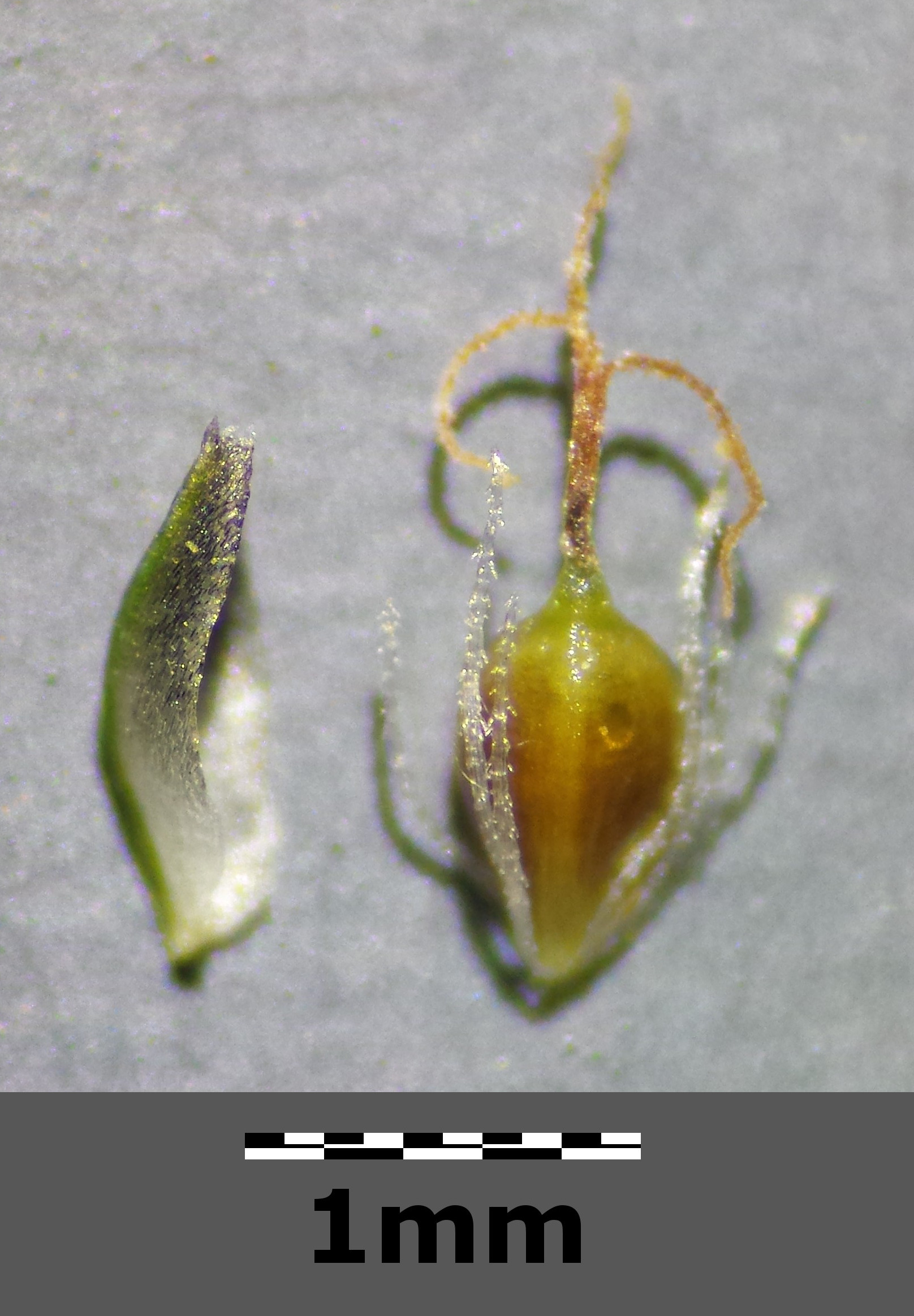
同・花の分解像 ただし雄しべが欠けている。

## 種と分布
約35種がある。北半球の温帯域を分布の中心とし、特に北アメリカに種類が多い。

## 他群との関係
本属は広義のホタルイ属に含められたものであるが、そのような近縁群の中では根出葉も茎葉もよく発達し、また総苞も複数がよく発達するものが多い、草々しい姿をしたものである。和名には揺れがあり、ここでは大橋他編(2015)に従ったが、星野他(2011)などではクロアブラガヤ属を採っている。同様に根出葉と包葉が発達したものとしてはオオサンカクイ属 Actinoscirpus があるが、これは茎に節が無く、茎葉も当然持たない。茎葉と包葉が発達するものにはウキヤガラ属 Bolboschoenus があるが、根出葉は発達しないのが普通である。
なお、広義のホタルイ属はこの属の学名に対して与えられた和名であったが、その名の元であるホタルイは  まずSchoenoplectus に分けられ、その和名はフトイ属となった。しかしこの属は更に分けられてこの種はScoenoplectiella に移され、その属の和名はホソガタホタルイ属となった。そのためにホタルイ属という和名は現在は使われていない。

## 下位分類
日本には以下のような種が知られる。ただしアブラガヤに関わる群には変異や種の範囲に関する論議が多く、変種の扱いなどに多くの変遷がある。
- Scirpus：アブラガヤ属
  - S. fuirenoides：コマツカサススキ
  - S. karuizawaensis：ヒメマツカサススキ
  - S. lushanensis：エゾアブラガヤ
  - S. maximowiczii：タカネクロスゲ
  - S. mitsukurianus：マツカサススキ
  - S. orientalis：クロアブラガヤ
  - S. radicans：ツルアブラガヤ
  - S. ternatanus：オオアブラガヤ
  - S. wichurae：アブラガヤ

日本産の種ではタカネクロスゲは特殊で、他の種より小柄な草姿で苞葉は発達せず、小穂は多の種より大きくて数が少ない。この種に関してはワタスゲ属に含めたこともあり、そこでも本属とワタスゲ属の「中間的な存在」とみられたことがあるが、現在は本属に収められている。なお、琉球列島にはヤエヤマアブラガヤ Rhynchospora corymbosa があり、外見的には似た雰囲気の植物であるが、これは本属ではなく、ミカヅキグサ属のものである。
他に近年の移入種として以下の種が記録されている。
- S. georgianus セフリアブラガヤ
- S. microcarpus ヒメクロアブラガヤ

また S. hattorianus イワキアブラガヤは福島県で発見され、新種として記載されたものだがその後に報告がなくなり、一時的な移入種だったと考えられている。